# Лохгілпхед
Лохгілпхед (англ. Lochgilphead, шотл. гел. Ceann Loch Gilb) — місто на заході Шотландії, адміністративний центр області Аргілл-і-Б'ют.
Населення міста становить 2 370 осіб (2006).

## Клімат
Місто знаходиться у зоні, котра характеризується морським кліматом. Найтепліший місяць — липень із середньою температурою 14.9 °C (58.8 °F). Найхолодніший місяць — січень, із середньою температурою 4.4 °С (39.9 °F).
| Клімат Лохгілпхеда      | Клімат Лохгілпхеда | Клімат Лохгілпхеда | Клімат Лохгілпхеда | Клімат Лохгілпхеда | Клімат Лохгілпхеда | Клімат Лохгілпхеда | Клімат Лохгілпхеда | Клімат Лохгілпхеда | Клімат Лохгілпхеда | Клімат Лохгілпхеда | Клімат Лохгілпхеда | Клімат Лохгілпхеда | Клімат Лохгілпхеда |
| Показник                | Січ.               | Лют.               | Бер.               | Квіт.              | Трав.              | Черв.              | Лип.               | Серп.              | Вер.               | Жовт.              | Лист.              | Груд.              | Рік                |
| Середній максимум, °C   | 7                  | 7,6                | 9                  | 11,8               | 15,1               | 17,1               | 18,6               | 17,5               | 15,8               | 12,5               | 9,3                | 7,4                | 12,4               |
| Середня температура, °C | 4,4                | 4,8                | 6,1                | 8                  | 10,9               | 13,3               | 14,9               | 14,1               | 12,7               | 9,7                | 6,7                | 4,7                | 9,2                |
| Середній мінімум, °C    | 1,8                | 2                  | 3,1                | 4,1                | 6,6                | 9,4                | 11,2               | 10,7               | 9,5                | 6,8                | 4                  | 1,9                | 5,9                |
| Днів з дощем            | 21,2               | 14,8               | 18,5               | 13,7               | 12,7               | 15,2               | 15,9               | 15,6               | 18,8               | 19,2               | 18,7               | 18,4               | 202,6              |
| ----------------------- | ------------------ | ------------------ | ------------------ | ------------------ | ------------------ | ------------------ | ------------------ | ------------------ | ------------------ | ------------------ | ------------------ | ------------------ | ------------------ |
| Джерело: Weatherbase    |                    |                    |                    |                    |                    |                    |                    |                    |                    |                    |                    |                    |                    |